# Gójar
Gójar település Spanyolországban, Granada tartományban. Gójar Alhendín, Ogíjares, La Zubia, Dílar és Villa de Otura községekkel határos. Lakosainak száma 6340 fő (2024).

## Népesség
A település népessége az elmúlt években az alábbi módon változott:
| Lakosok száma | 3542 | 4454 | 4946 | 5206 | 5315 | 5390 | 5539 | 5795 | 5993 | 6340 |
|               | 2001 | 2004 | 2006 | 2009 | 2011 | 2014 | 2016 | 2019 | 2021 | 2024 |